# 11 novembre
Pour les articles homonymes, voir Onze-Novembre et 11:11.
11 octobre 11 décembre
Chronologies thématiques
- Croisades
- Ferroviaires
- Sports
- Disney
- Anarchisme
- Catholicisme

Abréviations / Voir aussi
- (° 1852) = né en 1852
- († 1885) = mort en 1885
- a.s. = calendrier julien
- n.s. = calendrier grégorien
- Calendrier
- Calendrier perpétuel
- Liste de calendriers
- Naissances du jour

Le 11 novembre est le 315e jour de l'année du calendrier grégorien, 316e lorsqu'elle est bissextile (il en reste ensuite 50).
C'était généralement l'équivalent du 21 brumaire du calendrier républicain ou révolutionnaire français, officiellement dénommé jour de la bacchante (ici, un arbuste).

## Événements

### Iersiècleav. J.-C.
- 43 av. J.-C. : second triumvirat de gouvernance romaine scellé à Bologne avec Octave le futur premier empereur Auguste par Marc Antoine et Lépide à l'initiative de ces derniers après l'assassinat en -44 de (Jules) César l'un des trois premiers triumvirs.

### IVesiècle
- 308 : la Conférence impériale de Carnuntum réunit Dioclétien, Galère et Maximien Hercule, dans le but de restaurer l'ordre dans l'Empire romain. Maximien est poussé à la démission, et Licinius est nommé Auguste, devenant co-empereur romain.

### XVesiècle
- 1444 : rentrée solennelle du tout nouveau Parlement de Toulouse, premier parlement de province, créé par Charles VII le 4 juin précédent.

### XVIesiècle
- 1572 : apparition de la supernova SN1572, observée par l'astronome danois Tycho Brahe (section Sciences ci-après).
- 1591 : début du siège de Rouen aux mains de la Ligue, par les troupes du nouveau roi de France Henri IV, siège qui s'achèvera le 21 avril suivant[1].

### XVIIesiècle
- 1620 : arrivée des Pères pèlerins par le Mayflower, qui abordent la côte Est des futurs États-Unis d'Amérique, au cap Cod.
- 1673 : bataille de Khotin, par laquelle les troupes polonaises et moldaves, commandées par Jean Sobieski et Étienne Petriceicou, dispersent les troupes ottomanes d'Hussein Pacha.

### XVIIIesiècle
- 1765 : arrestation de Louis-René Caradeuc de La Chalotais, procureur général du Parlement de Bretagne.

### XIXesiècle
- 1805 : bataille de Dürenstein.
- 1887 : « black friday », jour où sont exécutés quatre militants anarchistes, à Chicago, à la suite des émeutes de Haymarket Square.
- 1889 : l'État de Washington devient le 42e des États-Unis.

### XXesiècle
- 1918 :
  - signature de l'armistice de 1918, fin de la Première Guerre mondiale (début de l’entre-deux-guerres pour les historiens).
  - abdication du grand-duc Frédéric-Auguste II d'Oldenbourg.
  - l'empereur d'Autriche Charles Ier signe sa renonciation au trône, scellant ainsi la fin de plus de 600 ans de règne des Habsbourg sur l'Autriche.
- 1919 : invention de la minute de silence, pour le premier anniversaire de l'armistice.
- 1920 :
  - transfert du cœur de Léon Gambetta au Panthéon de Paris.
  - inhumation du Soldat inconnu sous l'arc de triomphe de l'Étoile de Paris.
- 1923 : le ministre de la Guerre André Maginot allume pour la première fois la flamme du souvenir qui symbolise la tombe du Soldat inconnu sous le même arc de triomphe de l'Étoile.
- 1940 : manifestation d'étudiants place de l'Étoile à Paris, pour commémorer le 11 novembre 1918 en entonnant La Marseillaise, alors que le nord et le littoral ouest de la France sont occupés par les troupes allemandes.
- 1942 :
  - Adolf Hitler choisit d'envahir et d'occuper la zone dite libre en France (opération Anton).
  - la Turquie met en place le Varlık Vergisi, impôt visant les non-musulmans, et envoie les dizaines de milliers de concernés incapables de payer en travaux forcés.
- 1943 : les maquis de l'Ain et du Haut-Jura défilent dans les rues d'Oyonnax, malgré la présence toute proche des troupes d'occupation. À Grenoble, en voulant commémorer le 11 novembre 1918, 600 personnes sont arrêtées, 400 hommes seront déportés, 102 en reviendront vivants.
- 1944 : Winston Churchill assiste au défilé militaire sur les Champs-Élysées aux côtés du général de Gaulle.
- 1965 : Ian Smith, premier ministre de la Rhodésie du Sud, proclame l'indépendance de la colonie, déclarée nulle par la Grande-Bretagne.
- 1967 : Yui Chūnoshin, un espérantiste japonais, s'immole, comme protestation contre la guerre du Viêt Nam. Il en décédera le lendemain 12 novembre.
- 1972 : la grande base américaine de Long Binh est remise[2] aux autorités sud-vietnamiennes, ce qui met fin à l'intervention militaire directe des États-Unis dans la guerre du Viêt Nam.
- 1975 : indépendance de l'Angola.
- 1987 : limogeage de Boris Eltsine, chef du Parti communiste pour la ville de Moscou, qui avait critiqué la lenteur des réformes.
- 1998 : début de l'opération Desert Thunder.

### XXIesiècle
- 2017 : l’organisation État islamique reprend Boukamal à l'armée arabe syrienne et aux milices chiites.
- 2018 : commémoration internationale de l'armistice de 1918, près de l'Arc de Triomphe de l'Étoile à Paris, en présence de plusieurs chefs d'États, de gouvernements, et des instances de l'Union européenne (Emmanuel Macron en maître de maison, Angela Merkel, Donald Trump, Justin Trudeau, Vladimir Poutine, le Libyen Fayez el-Sarraj, etc.), puis à l'Élysée pour un forum sur la paix et l'état du monde et de ses guerres et risques de conflits en 2018 et après.
- 2020 : au Belize, les élections législatives ont lieu afin de renouveler les 31 membres de la Chambre des représentants du pays[3]. Elles sont marquées par une victoire écrasante du Parti uni du peuple[4].

## Arts, culture et religion
- 1417 : Oddone Colonna est élu pape au concile de Constance, et prend le nom de Martin V, ce qui met fin au Grand Schisme d'Occident.
- 1611 : le cardinal Pierre de Bérulle fonde à Paris l'Oratoire de Jésus et de Marie, sur le modèle de l'Oratoire fondé à Rome par Philippe Néri en 1575, pour répondre aux besoins spirituels du clergé de l'époque.
- 1889 : création de Don Juan, op. 20, poème symphonique de Richard Strauss, à Weimar.
- 1992 : l'Église anglicane d'Angleterre autorise l'ordination des femmes[5].
- 2011 : la société de développement de jeux vidéo Bethesda Softworks sort le cinquième opus de la série de The Elder Scrolls : Skyrim.

## Sciences et techniques
- 1946 : premier vol du SO.6000 Triton, le premier avion à réaction français.
- 1982 : première mission opérationnelle de la navette spatiale américaine Columbia.

## Économie et société
- 1998 : commémorations franco-britanniques de l'Armistice de 1918 80 ans auparavant à Paris sur la tombe du soldat inconnu en présence du président français Jacques Chirac et de la reine Elizabeth II qui inaugurent au passage une statue de Winston Churchill près du petit Palais dans l'avenue qui porte le nom de ce dernier[6].
- 2000 : un incendie se déclare dans le funiculaire de Kaprun, causant le décès de 155 personnes.
- 2019 : la Banque mondiale annonce renoncer à financer un programme chinois d'« éducation » des Ouïghours au Xinjiang, après avoir été accusée de contribuer ainsi au financement de « camps de rééducation » (en fait, de possible répression et de « génocide », au moins culturel) des Ouïghours occupés par le régime chinois et la « minorité » han[7].
- 2024 : 
  - la COP29 débute jusqu'au 22 novembre 2024 à Bakou en Azerbaïdjan. Elle réunit les représentants des pays signataires de la convention-cadre des Nations unies sur les changements climatiques (CCNUCC)[8].
  - en Chine, une attaque à la voiture-bélier fait 35 morts et 43 blessés à Zhuhai[9].

## Naissances

### XIesiècle
- 1050 : Henri IV, empereur du Saint-Empire de 1084 à 1105 († 7 août 1106).

### XIIesiècle
- 1154 : Sanche Ier, roi de Portugal et des Algarves de 1189 à 1212 († 26 mars 1212).
- 1155 : Alphonse VIII, roi de Castille de 1158 à 1214 († 5 octobre 1214).

### XIIIesiècle
- 1220 : Alphonse de Poitiers, frère de Louis IX, comte de Poitiers de 1241 à 1271 et de Toulouse de 1249 à 1271 († 21 août 1271).

### XVesiècle
- 1433 : Charles le Téméraire, duc de Bourgogne de 1467 à 1477 († 5 janvier 1477).
- 1493 : Paracelse (Philippus Theophrastus Aureolus Bombastus von Hohenheim dit), alchimiste et médecin suisse († 24 septembre 1541).

### XVIesiècle
- 1542 : Scipione Gonzaga, cardinal italien († 11 janvier 1593).
- 1569 : Martin Ruland le Jeune (en), physicien et chimiste allemand († 23 avril 1611).
- 1579 : Frans Snyders, peintre flamand († 19 août 1657).
- 1599 :
  - Marie-Éléonore de Brandebourg, reine consort de Suède et de Finlande de 1620 à 1632, épouse de Gustave II Adolphe († 28 mars 1655).
  - Ottavio Piccolomini, militaire italien († 11 août 1656).

### XVIIesiècle
- 1633 : George Savile, 1er marquis d'Halifax, homme politique anglais († 5 avril 1695).
- 1640 : Philipp Johann Tilemann, théologien protestant († 26 décembre 1708).
- 1653 : Carlo Ruzzini, diplomate italien et doge de Venise de 1732 à 1735 († 5 janvier 1735).
- 1668 : Johann Albert Fabricius, homme de lettres et théologien allemand († 30 avril 1736).
- 1696 : Andrea Zani, compositeur et violoniste italien († 28 septembre 1757).

### XVIIIesiècle
- 1743 : Carl Peter Thunberg, naturaliste suédois († 8 août 1828).
- 1748 : Charles IV, roi d'Espagne de 1788 à 1808 († 20 janvier 1819).
- 1775 : Jean Guillaume Audinet-Serville, entomologiste français († 28 mars 1858).
- 1787 : Johannes Christiaan Schotel, peintre de marine néerlandais († 21 décembre 1838).
- 1791 : Martin Josef Munzinger, homme politique et avocat suisse, conseiller fédéral de 1848 à 1855 († 6 février 1855).

### XIXesiècle
- 1821 : Fiodor Dostoïevski (Фёдор Михайлович Достоевский), écrivain russe († 9 février 1881).
- 1836 : Thomas Bailey Aldrich, homme de lettres américain († 19 mars 1907).
- 1845 : Jules Guesde (Jules Bazile dit), homme politique français († 28 juillet 1922).
- 1852 : Franz Conrad von Hötzendorf, militaire austro-hongrois († 25 août 1925).
- 1855 : Stevan Sremac (Стеван Сремац), écrivain serbe († 3 août 1906).
- 1857 : Janet Erskine Stuart (en), infirmière anglaise († 21 octobre 1914).
- 1863 : Paul Signac, peintre français († 15 août 1935).
- 1864 : Alfred Hermann Fried, pacifiste autrichien († 4 mai 1921).
- 1866 : Antoine Meillet, linguiste français († 21 septembre 1936).
- 1869 : Victor-Emmanuel III, roi d'Italie de 1900 à 1946 († 28 décembre 1947).
- 1872 : David Ignatius Walsh, homme politique et juriste américain, gouverneur du Massachusetts de 1914 à 1916 († 11 juin 1947).
- 1882 : Gustave VI Adolphe de Suède, 67e roi de Suède de 1950 à 1973 († 15 septembre 1973).
- 1883 : Ernest Ansermet, chef d’orchestre suisse († 20 février 1969).
- 1885 : George Patton, militaire américain († 21 décembre 1945).
- 1886 : Mária Basilides, cantatrice hongroise († 26 septembre 1946).
- 1887 : Roland Young, acteur anglais († 5 juin 1953).
- 1888 :
  - Abul Kalam Azad (अबुल कलाम आज़ाद), homme politique indien († 22 février 1958).
  - J. B. Kripalani (mr) (आचार्य कृपलानी), homme politique et avocat indien († 19 mars 1982).
- 1891 : 
  - Walter James Vincent « Rabbit » Maranville (en), joueur et entraîneur de baseball américain († 6 janvier 1954).
  - Anne Green, écrivaine et traductrice américaine, sœur de Julien Green († 30 décembre 1979).
- 1893 : 
  - Paul Van Zeeland, homme politique et avocat belge, 10e Premier ministre de la Belgique de 1935 à 1937 († 22 septembre 1973).
  - Clarence Chamberlin, pionnier de l'aviation américain († 31 octobre 1976).
- 1894 : Beverly Bayne, actrice américaine († 18 août 1982).
- 1896 : Shirley Graham Du Bois, femme de théâtre, écrivain, compositrice et militante des droits civiques américaine († 27 mars 1977).
- 1898 : René Clair (René Lucien Chomette dit), cinéaste français († 15 mars 1981).
- 1899 : William Joseph Patrick « Pat » O'Brien, acteur américain († 15 octobre 1983).
- 1900 : Hideichi Yokozeki, cartographe japonais († 16 janvier 1976).

### XXesiècle
- 1901 :
  - Magda Goebbels, femme de Joseph Goebbels, le ministre de la Propagande du Troisième Reich († 1er mai 1945).
  - Samuel « Sam » Spiegel, producteur américain († 31 décembre 1985).
  - Francis Van Wyck Mason, écrivain américain († 29 août 1978).
- 1904 :
  - Alger Hiss, fonctionnaire du département d'État des États-Unis († 15 novembre 1996).
  - John Henry Constantine Whitehead, mathématicien britannico-américain († 8 mai 1960).
- 1906 :
  - Georges Combret, réalisateur français († 31 janvier 1998).
  - Graziella « Lalla » Romano, écrivain, journaliste et peintre italienne († 26 juin 2001).
  - Brother Theodore (Theodore Gottlieb dit), acteur américain († 5 avril 2001).
- 1907 : Oréstis Láskos (Ορέστης Λάσκος), poète, acteur, scénariste, dramaturge, réalisateur et metteur en scène de théâtre et cinéma grec († 17 octobre 1992).
- 1909 :
  - Robert Ryan, acteur américain († 11 juillet 1973).
  - Piero Scotti, pilote automobile italien († 14 février 1976).
- 1911 : 
  - Luigi Broglio, ingénieur aérospatial italien († 14 janvier 2001).
  - Roberto Matta (Roberto Matta Echaurren dit), peintre chilien († 23 novembre 2002).
- 1912 : Thomas Clifton Mann (en), diplomate, homme politique et avocat américain, ambassadeur au Salvador puis au Mexique († 23 janvier 1999).
- 1914 :
  - James Gilbert Baker, astronome américain († 29 juin 2005).
  - Taslim Olawale Elias, juriste nigérien, président de la Cour internationale de justice de 1982 à 1985 († 14 août 1991).
  - Howard Fast, romancier et scénariste américain († 12 mars 2003).
  - Yves Régnier, écrivain français († 11 mai 1976).
  - Henry Wade, militaire et avocat américain († 1er mars 2001).
- 1915 :
  - Edward William Proxmire, homme politique américain († 15 décembre 2005).
  - Anna Schwartz, économiste américaine († 21 juin 2012).
- 1916 : Robert Carr, homme politique et ingénieur anglais († 17 février 2012).
- 1918 : Stubby Kaye (Bernard Solomon Kotzin dit), acteur américain († 14 décembre 1997).
- 1919 : Kaarlo Alvar « Kalle » Päätalo, écrivain finlandais († 20 novembre 2000).
- 1920 :
  - Roy Jenkins, homme politique britannique, président de la Commission européenne de 1977 à 1981 († 5 janvier 2003).
  - Walter Krupinski, aviateur militaire allemand († 7 octobre 2000).
- 1921 : Terrel Bell, homme politique américain, secrétaire à l’Éducation de 1981 à 1985 († 22 juin 1996).
- 1922 :
  - George Blake, espion d'origine britannique († 26 décembre 2020).
  - Dante Isella, philologue et historien de la littérature italien († 3 décembre 2007).
  - Kurt Vonnegut, écrivain américain († 11 avril 2007).
- 1925 :
  - John Guillermin, réalisateur, producteur et scénariste anglais († 27 septembre 2015).
  - June Whitfield, actrice anglaise († 29 décembre 2018).
  - Jonathan Winters, acteur américain († 11 avril 2013).
- 1926 :
  - José Manuel Caballero Bonald, poète espagnol († 9 mai 2021).
  - Maria Teresa de Filippis, pilote automobile italienne († 9 janvier 2016).
  - Harry Lumley, hockeyeur canadien († 13 septembre 1998).
- 1927 :
  - Mose Allison, pianiste, chanteur et trompettiste américain († 15 novembre 2016).
  - Martin Špegelj (hr), militaire et homme politique croate, ministre de la Défense de 1990 à 1991 († 11 mai 2014).
- 1928 :
  - Ernestine Anderson, chanteuse américaine († 10 mars 2016).
  - Carlos Fuentes, écrivain mexicain († 15 mai 2012).
  - Jacques Ramade, chansonnier, humoriste, acteur et chroniqueur de radio et de télévision français († 16 juillet 2013).
- 1929 :
  - LaVern Baker (Delores Williams dite), chanteuse américaine († 10 mars 1997).
  - Hans Magnus Enzensberger, poète, écrivain, traducteur et journaliste allemand.
  - Martin Jacomb (en), avocat et homme d’affaires anglais.
- 1930 :
  - Mildred Dresselhaus, physicienne américaine († 20 février 2017).
  - Hugh Everett, physicien et mathématicien américain († 19 juillet 1982).
  - Vernon Handley, chef d’orchestre anglais († 10 septembre 2008).
- 1932 : Germano Mosconi (it), journaliste italien († 1er mars 2012).
- 1933 :
  - Martino Finotto, pilote automobile italien († 13 août 2014).
  - Peter Benjamin Lewis (en), homme d’affaires américain († 23 novembre 2013).
  - Miriam Tlali, femme de lettres sud-africaine († 24 février 2017).
- 1934 : 
  - Elżbieta Krzesińska, athlète polonaise, championne olympique du saut en longueur († 29 décembre 2015).
  - Nadine Trintignant (Lucienne Marquand dite), cinéaste et écrivaine française.
- 1935 :
  - Berit Elisabeth « Bibbi » Andersson, actrice suédoise de théâtre et de cinéma († 14 avril 2019).
  - Bambi (Marie-Pierre Pruvot, née Jean-Pierre Pruvot, dite parfois Marie-Pier Ysser ou), meneuse de revue transgenre française puis professeure de Lettres et écrivaine.
  - John Patrick Foley, prélat américain († 11 décembre 2011).
- 1936 :
  - Philippe Breton, prélat français, évêque d'Aire et Dax de 2002 à 2012 († 29 avril 2020).
  - Jack Keller (en), compositeur, parolier et producteur américain († 1er avril 2005).
- 1937 :
  - Vittorio Brambilla, pilote automobile italien († 26 mai 2001).
  - Stephen Lewis, homme politique et diplomate canadien, ambassadeur aux Nations unies de 1984 à 1988.
  - Alicia Ostriker, poète et érudite américaine.
- 1938 :
  - Ants Antson, patineur de vitesse estonien († 31 octobre 2015).
  - Haruhiro Yamashita (山下 治広), gymnaste et entraîneur japonais, champion olympique.
- 1939 : Denise Alexander (en), actrice américaine.
- 1940 :
  - Richard Boutet, réalisateur, scénariste et producteur québécois († 5 septembre 2003).
  - Barbara Boxer, femme politique et journaliste américaine.
  - Dennis Coffey, guitariste américain.
- 1942 :
  - Juan Pardo, chanteur espagnol.
  - Jonathan Fenby, journaliste et homme d’affaires anglais.
  - Roy Fredericks (en), joueur de cricket guyanais († 5 septembre 2000).
  - Diane Wolkstein (en), écrivaine et présentatrice radio américaine († 31 janvier 2013).
- 1943 : Doug Frost (en), maître-nageur australien.
- 1944 : Kemal Sunal, acteur turc († 3 juillet 2000).
- 1945 :
  - Christopher « Chris » Dreja, musicien britannique du groupe The Yardbirds.
  - Vince Martell (Vincent James Martellucci dit), chanteur et guitariste américain.
  - Daniel Ortega, homme politique nicaraguayen, président du Nicaragua de 1985 à 1990 et depuis 2007.
- 1946 :
  - Alvah Robert « Al » Holbert, pilote automobile américain († 30 septembre 1988).
  - André Le Gal, écrivain franco-breton de romans d'aventures († 22 octobre 2013).
  - Lilian Gonçalves- Ho Kang You, avocate surinamaise.
  - Michele Maffei, escrimeur italien, champion olympique.
  - Vladimir Soloviov (Владимир Алексеевич Соловьёв), cosmonaute soviétique.
- 1948 :
  - Aleksandr Baryshnikov, athlète soviétique, ancien recordman du monde du lancer du poids.
  - Andrzej Czok (en), alpiniste polonais († 11 janvier 1986).
  - Vincent Schiavelli, acteur américain († 26 décembre 2005).
- 1949 : Kathy Postlewait (en), golfeuse américaine.
- 1950 :
  - Mircea Dinescu, poète et journaliste roumain.
  - James Michael « Jim » Peterik (en), chanteur, guitariste et compositeur américain.
- 1951 :
  - Sebastian Francis, évêque, président de la Conférence des évêques catholiques de Malaisie, de Singapour et de Brunei.
  - Kim Peek, savant américain à la mémoire eidétique († 19 décembre 2009).
  - Marc Summers (Marc Berkowitz dit), présentateur et producteur d’émissions télévisées américain.
- 1952 : 
  - Shamim Azad, poétesse, conteuse et écrivain bilingue britannique d'origine bangladaise.
  - Christopher Loeak, homme politique marshallais, président de la République des îles Marshall de 2012 à 2016.
- 1953 : Marshall Crenshaw, chanteur, guitariste et compositeur américain.
- 1954 :
  - Mary Gaitskill, auteure américaine.
  - Roger Slifer, auteur, illustrateur, scénariste et producteur américain († 30 mars 2015).
- 1955 :
  - David Albert « Dave » Alvin, chanteur, guitariste et compositeur américain.
  - Philippe J. Dubois, ornithologue français
  - Jigme Singye Wangchuk (འཇིགས་མེད་སེང་གེ་དབང་ཕྱུག་), roi du Bhoutan de 1972 à 2006.
- 1956 :
  - José Luis Brown, footballeur argentin († 12 août 2019).
  - Ian Craig Marsh, guitariste anglais.
- 1958 :
  - Luz Casal (María Luz Casal Paz dite), chanteuse espagnole.
  - Kazimieras Černis, astronome lituanien.
  - Carlos Lacámara, acteur cubain.
  - Kathryn Marie « Kathy » Lette (en), auteure australo-britannique.
  - Anatoli Yarkine, coureur cycliste soviétique, champion olympique.
- 1959 :
  - Guy Le Moal, ethnologue français.
  - Richard Rowe (en), jockey et entraîneur équestre anglais.
  - Christian Schwarzenegger (de), criminologue suisse.
  - Carl Williams (en), boxeur américain († 7 avril 2013).
- 1960 :
  - Colin Harvey (en), auteur anglais († 15 août 2011).
  - Carlo Amado « Chuck » Hernandez (en), joueur et entraîneur de baseball américain.
  - Paquito Ochoa, Jr. (bcl), avocat et homme politique philippin.
  - Cristina Odone (en), journaliste et écrivain italo-britannique.
  - Peter Parros (en), acteur, producteur et scénariste américain.
  - Stanley Tucci, acteur et cinéaste américain.
- 1962 :
  - Mario Fenech (en), joueur de rugby maltais.
  - Lloyd Langlois, skieur acrobatique canadien.
  - Georgios Mitsibonas (el) (Γιώργος Μητσιμπόνας), footballeur grec († 13 septembre 1997).
  - Demi Moore (Demetria Gene Guynes dite), actrice américaine.
  - James Morrison, trompettiste et compositeur australien.
- 1963 :
  - Billy Gunn (Monty Sopp dit), catcheur américain.
  - Jevetta Steele, chanteuse américaine.
- 1964 :
  - Margarete Bagshaw (en), peintre et potière américaine († 19 mars 2015).
  - Calista Flockhart, actrice américaine.
- 1965 :
  - Jason Nidorf « Max » Mutchnick, producteur et scénariste américain.
  - Kim Stockwood (en), chanteuse et compositrice canadienne.
- 1966 : Vincenzo « Vince » Colosimo (en), acteur australien.
- 1967 :
  - Gil de Ferran, pilote automobile brésilo-français.
  - David Doak, graphiste de jeux vidéo nord-irlandais.
  - Frank John Hughes, acteur américain.
- 1968 :
  - Jérôme Anthony (Jérôme Finkelsztejn dit), animateur de télévision français.
  - David L. Cook, chanteur, compositeur et comédien américain.
  - Muangchai Kittikasem (Nattawut Chantaravinom / ณัฐวุฒิ จันทรวิมล dit), boxeur thaïlandais.
- 1971 :
  - Jennifer Celotta (en), productrice, réalisatrice et scénariste américaine.
  - Paul Chaloner, commentateur sportif anglais.
  - David DeLuise, acteur américain.
  - Tomas Pačėsas, basketteur et entraîneur lituanien.
- 1972 :
  - Adam Beach, acteur canadien.
  - Daniel « Danny » Rios (en), joueur de cricket espagnol.
- 1973 :
  - Shinji Maggy (en) (Shin Miura / 三浦 審 dit), comédien et magicien japonais.
  - Jason White, chanteur, guitariste et compositeur américain.
- 1974 :
  - Jon B. (Jonathan David Buck dit), chanteur, compositeur et producteur américain.
  - Leonardo DiCaprio, acteur américain.
  - Static Major (Stephen Garrett dit), rappeur et producteur américain († 25 février 2008).
  - Wajahatullah Wasti (en) (وجاہت اللہ واسطی), joueur de cricket pakistanais.
- 1975 :
  - Daisuke Ohata (大畑大介), joueur de rugby japonais.
  - Gregory Reid Wiseman, astronaute américain
- 1976 :
  - Jason Grilli, joueur de baseball américain.
  - Jesse Frerick Keeler, musicien canadien.
- 1977 :
  - Benjamin Caine « Ben » Hollioake (en), joueur de cricket australien († 23 mars 2002).
  - Maniche (Nuno Ricardo de Oliveira Ribeiro dit), footballeur portugais.
  - Marsha Mehran (en) (مارشا مهران), auteure iranienne († 30 avril 2014).
  - Todd Pearson, nageur australien, champion olympique.
- 1978 : Lou Vincent (en), joueur de cricket néo-zélandais.
- 1980 :
  - Chris Kelly, hockeyeur professionnel canadien.
  - Pinkan Mambo, chanteuse indonésienne.
  - Willie Parker, joueur et entraîneur américain de football américain.
  - Edmoore Takaendesa (en), joueur de rugby allemand.
- 1981 :
  - Natalie Glebova, Canadienne d'origine russe, élue Miss Univers en 2005.
  - Guillaume de Luxembourg, prince luxembourgeois.
  - Susan Keletchi-Watson, actrice américaine.
- 1982 :
  - Jean-Baptiste Boursier, journaliste de radio et de télévision français.
  - Gonzalo Canale, joueur de rugby argentino-italien.
  - Jeremy Williams, acteur anglais.
- 1983 :
  - Arouna Koné, footballeur ivoirien.
  - Philipp Lahm, footballeur allemand.
  - Tatsuhisa Suzuki (ja) (鈴木 達央), doubleur japonais.
- 1984 :
  - Stephen Hunt (en), footballeur anglais.
  - Birkir Sævarsson, footballeur islandais.
- 1985 :
  - Osvaldo Alonso, footballeur cubain.
  - Austin Collie, joueur canadien de football américain.
  - Jessica Sierra (en), chanteuse américaine.
  - Robin Uthappa (ರಾಬಿನ್‌ ವೇಣು ಉತ್ತಪ್ಪ), joueur indien de cricket.
- 1986 :
  - Jonathan « Jon » Batiste, chanteur et pianiste américain.
  - Victor Cruz, joueur américain de football américain.
  - Mark Sanchez, joueur américain de football américain.
  - François Trinh-Duc, joueur de rugby français.
- 1987 :
  - Daniel Oliveras Carreras, pilote moto catalan spécialisé en rallye-raid.
  - Vincent « Vinny » Guadagnino, acteur américain.
  - Chanelle Hayes (en), chanteuse et mannequin anglaise.
  - Yuya Tegoshi (手越祐也), chanteur et acteur japonais.
  - Melanie Liburd, actrice américaine.
- 1988 :
  - David Depetris, footballeur slovaque.
  - Mikako Komatsu (小松 未可子), doubleuse et chanteuse japonaise.
  - Kyle Naughton, footballeur anglais.
- 1989 :
  - Adam Rippon, patineur artistique américain, plusieurs fois médaillé.
  - Rena « Reina » Tanaka (田中麗奈), chanteuse japonaise.
  - Lewis Williamson (en), pilote automobile écossais.
- 1990 :
  - James Segeyaro, joueur de rugby à XIII papou.
  - Georginio Wijnaldum, footballeur néerlandais.
- 1991 :
  - Christa Brittany Allen, actrice américaine.
  - Emma Blackery, auteure-compositrice-interprète et vlogueuse britannique.
- 1992 :
  - Kairi Himanen (en), footballeur estonien.
  - Sofía Luini (es), joueuse de tennis argentine.
  - Jean-Gabriel Pageau, hockeyeur professionnel canadien.
- 1993 : Jamaal Lascelles, footballeur anglais.
- 1994 :
  - Connor Price, acteur canadien.
  - Eleanor « Ellie » Simmonds, nageuse anglaise, plusieurs fois médaillée.
- 1996 : 
  - Tye Sheridan, acteur américain.
  - Robin Le Normand, footballeur espagnol.

### XXIesiècle
- 2002 : Azzi Fudd, basketteuse américaine.

## Décès

### Vesiècle
- 405 : Arsace de Constantinople, patriarche de Constantinople de 404 à 405 (° 324).
- 453 : Pulchérie, régente byzantine de 414 à 421 et impératrice d'Orient de 450 à 453 (° 19 janvier 399).

### IXesiècle
- 865
  - Petronas (Πετρωνᾶς), général byzantin (° vers 815).
  - Anthony le Jeune (en) (Ἀντώνιος ὁ νέος), moine et saint orthodoxe byzantin (° 785).

### Xesiècle
- 958 : Foulque II, comte d'Anjou de 942 à 958 (° 910).

### XIesiècle
- 1028 : Constantin VIII (Κωνσταντίνος Η΄), coempereur puis empereur byzantin de 962 à 1028 (° vers 960).

### XIIesiècle
- 1130 : Thérèse de León, régente de Portugal de 1096 à 1128 (° 1080).

### XVIesiècle
- 1533 (ou 6 novembre) : Pieter Gillis (Peter Giles, Petrus Ægidius ou Pierre Gilles), humaniste, juriste, correcteur et éditeur flamand, secrétaire d'Anvers (° 28 juillet 1486).

### XVIIesiècle
- 1623 : Philippe Duplessis-Mornay, théologien et homme politique français (° 5 novembre 1549).
- 1638 : Cornelis Cornelisz van Haarlem, peintre néerlandais (° 1562).

### XVIIIesiècle
- 1724 : Joseph Blake, criminel anglais (° 31 octobre 1700).
- 1767 : Clemente Ruta, peintre italien (° 9 mai 1685).

### XIXesiècle
- 1812 : Platon II de Moscou, métropolite de Moscou de 1775 à 1812 (° 1737).
- 1831 : Nathaniel « Nat » Turner, esclave rebelle américain (° 2 octobre 1800).
- 1846 : Jean-Charles-Nicolas Brachard, sculpteur français (° 1766).
- 1855 : Søren Kierkegaard, écrivain, théologien et philosophe danois (° 5 mai 1813).
- 1861 : Pierre V, roi de Portugal et des Algarves de 1853 à 1861 (° 16 septembre 1837).
- 1862 : James Madison Porter (en), homme politique et avocat américain, secrétaire d’État à la Guerre de 1843 à 1844 (° 6 janvier 1793).
- 1868 : Wilhelm Ludwig Rapp, médecin et naturaliste allemand (° 3 juin 1794).
- 1871 : William Lonsdale, géologue et paléontologue britannique (° 9 septembre 1794).
- 1879 : Jean Désiré de Fiennes, peintre belge et bourgmestre d'Anderlecht (° 8 octobre 1800).
- 1880 :
  - Edward « Ned » Kelly, criminel australien (° décembre 1855).
  - Lucretia Mott, militante féministe, abolitionniste et prédicatrice américaine (° 3 janvier 1793).
- 1884 : Alfred Edmund Brehm, zoologiste et explorateur allemand (° 2 février 1829).
- 1886 : 
  - Paul Bert, médecin et homme politique français (° 19 octobre 1833).
  - Charles-Arthur Bourgeois, sculpteur français (° 19 mai 1838).
  - Gustav Adolf Fischer, explorateur et naturaliste allemand (° 3 mars 1848).
  - Matsudaira Chikayoshi, samouraï japonais (° 10 janvier 1829).
  - Alexander von Schoeller, homme d'affaires germano-autrichien (° 12 juin 1805).
- 1887 :
  - George Engel, homme d’affaires et militant anarchiste américain (° 15 avril 1836).
  - Adolph Fischer, peintre et militant anarchiste américain (° 1858).
  - Albert Parsons, journaliste et militant anarchiste américain (° 20 juin 1848).
  - August Spies, journaliste et militant anarchiste américain (° 10 décembre 1855).
  - George Rushout (3e baron Northwick), homme politique britannique (° 30 août 1811).

### XXesiècle
- 1917 : Lydia Liliʻuokalani, reine de Hawaii de 1891 à 1893 (° 2 septembre 1838).
- 1918 : George Lawrence Price, soldat canadien (° 15 décembre 1892).
- 1919 : Pavel Tchistiakov (Павел Петрович Чистяков), peintre russe (° 5 juillet 1832).
- 1921 : Léon Moreaux, tireur sportif français (° 10 mars 1852).
- 1931 :
  - Fritz Baselt, compositeur allemand (° 26 mai 1863).
  - Shibusawa Eiichi (渋沢 栄一), industriel japonais (° 16 mars 1840).
- 1933 : Ernst Hartert, ornithologue allemand (° 29 octobre 1859).
- 1939 : Robert « Bob » Marshall, garde forestier, écrivain et militant écologiste américain (° 2 janvier 1901).
- 1940 : Muhittin Akyüz (en), militaire et diplomate turc (° 1870).
- 1944 : Munir Ertegun (en), diplomate turc, ambassadeur en Suisse, en France, au Royaume-Uni puis aux États-Unis (° 1883).
- 1945 : Jerome Kern, compositeur américain (° 27 janvier 1885).
- 1949 : Loukas Kanakaris-Roufos (en) (Λουκάς Κανακάρης-Ρούφος), homme politique et avocat grec (° 1878).
- 1950 :
  - Pierre-Jules Boulanger, ingénieur et dirigeant d'entreprise français (° 10 mars 1885).
  - Aléxandros Diomídis (Αλέξανδρος Διομήδης), économiste et homme politique grec, Premier ministre de 1949 à 1950 (° 3 janvier 1875).
- 1953 : Irène de Hesse-Darmstadt, princesse allemande, petite fille de la reine Victoria du Royaume-Uni (° 11 juillet 1866).
- 1955 : Harry Cobby, haut commandant de la Royal Australian Air Force (° 6 août 1894).
- 1957 : Pierre Dufour d'Astafort, cavalier français, médaillé d'argent aux jeux olympiques de 1912 (° 6 février 1886).
- 1961 : Behiç Erkin, militaire, homme politique, diplomate, ministre et ambassadeur turc en Hongrie puis en France (° 1876).
- 1962 : Joseph Aloysius « Joe » Ruddy, Sr., poloïste et nageur américain (° 28 septembre 1878).
- 1967 : Catherine Cummins, sœur de la Charité irlandaise (° 6 février 1879).
- 1972 : Raymond Berry Oakley, bassiste américain du groupe The Allman Brothers Band (° 4 avril 1948).
- 1973 :
  - Richard von Frankenberg, pilote automobile allemand (° 4 mars 1922).
  - Artturi Ilmari Virtanen, chimiste finlandais, prix Nobel de chimie en 1945 (° 15 janvier 1895).
- 1974 : Alfonso Leng (es), compositeur et dentiste chilien (° 11 février 1884).
- 1976 : Alexander Calder, peintre américain (° 22 juillet 1898).
- 1977 :
  - Hagop Arakelian, maquilleur de cinéma français (° 9 octobre 1894).
  - Abraham Sarmiento, Jr. (en), étudiant et journaliste philippin (° 5 juin 1950).
- 1979 : Dimitri Tiomkin (Дмитро́ Зино́війович Тьо́мкін), chef d'orchestre et compositeur de musique de films américain d’origine ukrainienne (° 10 mai 1894).
- 1982 : Marcel Paul, ancien ministre, fondateur de la FNDIRP (° 12 juillet 1900).
- 1984 : Martin Luther King Sr. (Michael King dit), pasteur, missionnaire et militant américain (° 19 décembre 1899).
- 1985 :
  - Per-Eric Lindbergh, hockeyeur professionnel suédois (° 24 mai 1959).
  - Arthur Rothstein photographe américain (° 17 juillet 1915).
- 1987 : Pierre-Aimé Touchard, administrateur de théâtre et homme de lettres français (° 15 août 1903).
- 1988 :
  - Charles Groves Wright Anderson (en), militaire et homme politique sud-africain (° 12 février 1897).
  - William Ifor Jones (en), organiste et chef d’orchestre gallois (° 23 janvier 1900).
  - Jean Mistler, écrivain français, membre et secrétaire perpétuel de l'Académie française de 1974 à 1985 (° 1er septembre 1897).
- 1990 :
  - Attilio Demaría, footballeur et entraîneur argentin (° 19 mars 1909).
  - Sadi Irmak, physicien et homme politique turc, Premier ministre de 1974 à 1975 (° 15 mai 1904).
  - Aléxandros « Aléxis » Minotákis (Αλέξανδρος Μινωτάκης), acteur et réalisateur grec (° 8 août 1898).
  - Yánnis Rítsos (Γιάννης Ρίτσος), poète grec (° 1er mai 1909).
- 1993 :
  - Erskine Hawkins, trompettiste et chef d'orchestre américain (° 26 juillet 1914).
  - John Stanley, bédéiste américain (° 22 mars 1914).
- 1994 :
  - Elizabeth Maconchy, compositrice et pédagogue britannique (° 19 mars 1907).
  - John Volpe, homme politique, diplomate et militaire américain, gouverneur du Massachusetts, secrétaire aux Transports, ambassadeur en Italie (° 8 décembre 1908).
  - Tadeusz Żychiewicz (en), journaliste, historien et écrivain polonais (° 12 janvier 1922).
- 1995 : Jean-Louis Curtis, écrivain et académicien français (° 22 mai 1917).
- 1996 :
  - Jan Bascour (Jean Bascour dit), homme politique belge (° 9 février 1923).
  - Léo Ilial, acteur canadien (° 22 mai 1933).
- 1997 :
  - William Alland, cinéaste américain (° 4 mars 1916).
  - Rodney « Rod » Milburn, athlète et entraîneur américain, médaillé olympique (° 18 mai 1950).
- 1998 : Frank Brimsek, hockeyeur américain (° 26 septembre 1913).
- 1999 :
  - Mary Kay Bergman, actrice et productrice américaine (° 5 juin 1961).
  - Maurice Dugowson, réalisateur, scénariste et dialoguiste français et picard (° 23 septembre 1938).
  - Vivian Fuchs, explorateur polaire britannique (° 11 février 1908).
  - Daniel Ivernel, acteur français (° 3 juin 1918).
  - Jacobo Timerman, éditeur, journaliste et écrivain argentin (° 6 janvier 1923).
- 2000 : Sandra Schmitt, skieuse allemande championne du monde en 1999 (° 26 avril 1981).

### XXIesiècle
- 2001 : Erna Viitol (en), sculpteur estonien (° 10 mai 1920).
- 2002 : Raphaël Onana, écrivain camerounais (° 14 juillet 1919).
- 2003 :
  - Paul Janssen, pharmacologue belge (° 12 septembre 1926).
  - Miquel Martí i Pol, poète espagnol d’expression catalane (° 19 mars 1929).
- 2004 :
  - Dayton Allen, acteur américain (° 24 septembre 1919).
  - Yasser Arafat (ياسر عرفات), homme politique et ingénieur palestinien, chef d'État de la Palestine de 1996 à 2004 (° 24 août 1929).
  - Richard Dembo, réalisateur et scénariste français (° 24 mai 1948),
  - Jacques Dynam (Jacques Barbé dit), acteur français (° 30 décembre 1923).
- 2005 :
  - Moustapha Akkad (مصطفى العقاد), producteur et réalisateur syrien (° 1er juillet 1930).
  - Patrick Anson, 5e comte de Lichfield, photographe anglais (° 25 avril 1939).
  - Peter Drucker, auteur, théoricien et économiste austro-américain (° 19 novembre 1909).
- 2006 : Belinda Emmett, actrice et chanteuse australienne (° 12 avril 1974).
- 2007 : Delbert Mann, réalisateur américain (° 30 janvier 1920).
- 2008 :
  - Herbert Jude « Herb » Score, joueur et commentateur américain de baseball (° 7 juin 1933).
  - Mustafa Şekip Birgöl (en), militaire turc (° 1903).
- 2009 : Chamaco (Antonio Borrero Morano dit), matador espagnol (° 13 septembre 1935).
- 2010 :
  - Marie Osborne (Helen Alice Myers dite), actrice américaine (° 5 novembre 1911).
  - Simone Valère (Simone Gondolf dite), actrice française, veuve de Jean Desailly (° 2 août 1921).
- 2011 :
  - Alice Gillig, cheftaine des Guides de France, résistante française, membre du réseau l’Équipe Pur Sang, militante de La Vie Nouvelle et de l'Union féminine civique et sociale (°19 juillet 1916).
  - Charles William « Charlie » Lea, joueur de baseball américain (° 25 décembre 1956).
  - Francisco Blake Mora, homme politique et avocat mexicain, secrétaire de l’Intérieur de 2010 à 2011 (° 22 mai 1966).
- 2012 :
  - Alhaji Lamidi Ona-Olapo « Lam » Adesina (en), homme politique nigérien, gouverneur de l’État d'Oyo de 1999 à 2003 (° 20 janvier 1939).
  - Joseph « Joe » Egan (en), joueur et entraîneur de rugby anglais (° 26 mars 1919).
  - Rex Hunt, administrateur, militaire et diplomate britannique, gouverneur puis commissaire civil des îles Malouines de 1980 à 1985 (° 29 juin 1926).
  - Victor Mees, footballeur belge (° 26 janvier 1927).
  - Harry Wayland Randall, photographe américain (° 20 décembre 1915).
- 2013 :
  - John Barnhill (en), basketteur et entraîneur américain (° 30 mars 1938).
  - Domenico Bartolucci, cardinal et compositeur italien (° 7 mai 1917).
  - Robert Joseph « Bob » Beckham, chanteur américain de musique country (° 8 juillet 1927).
  - John S. Dunne (en), prêtre et théologien américain (° 3 décembre 1929).
  - Atilla Karaosmanoğlu (en), économiste et homme politique turc (° 1931).
- 2014 :
  - John Doar (en), avocat et militant des droits civiques américain (° 3 décembre 1921).
  - Big Bank Hank (Henry Lee Jackson dit), rappeur américain (° 11 janvier 1956).
  - Philip Gibson Hodge, Jr. (en), ingénieur américain (° 9 novembre 1920).
  - Harry Lonsdale, chimiste, homme d’affaires et politique américain (° 19 janvier 1932).
  - Jimmie Hugh « Jim » Rogers Sr. (de), homme politique américain (° 25 mars 1935).
  - Carol Ann Susi, actrice américaine (° 2 février 1952).
- 2015 :
  - Rita Gross (en), auteure et théologienne américaine (° 6 juillet 1943).
  - Nathaniel Marston (en), acteur et producteur américain (° 9 juillet 1975).
  - Philip John « Philthy Animal » Taylor, batteur britannique de heavy metal du groupe Motörhead (° 21 septembre 1954).
- 2016 :
  - Jum Jainudin Akbar (en), femme politique philippine (° inconnue).
  - Ilse Aichinger, romancière autrichienne (° 1er novembre 1921).
  - Victor Bailey, bassiste et chanteur américain de jazz (° 27 mars 1960).
  - Uwe Bracht (en), footballeur allemand (° 10 juillet 1953).
  - Željko Čajkovski, footballeur et entraîneur croate (° 5 mai 1925).
  - Clarence Ditlow (en), avocate américaine (° 26 janvier 1944).
  - Doug Edwards (en), musicien et compositeur canadien (° 15 mars 1946).
  - Perico Fernández, boxeur espagnol (° 19 octobre 1952).
  - Gregory Keith « Greg » Horton (en), joueur américain de football américain (° 1er janvier 1951).
  - Leonid Keldysh (en) (Леони́д Вениами́нович Ке́лдыш), physicien russe (° 7 avril 1931).
  - Ralph Kohn (en), médecin britannique (° 9 décembre 1927).
  - Claire Labine, scénariste et productrice américaine (° 28 juin 1934).
  - Lily (Saeko Kamata / 鎌田 小恵子 dite), chanteuse et actrice japonaise (° 17 février 1952).
  - Aileen Mehle (en), journaliste américaine (° 10 juin 1918).
  - Ronald Fredrick William « Ronnie » Nathanielsz (en), journaliste et commentateur sportif philippin (° 2 novembre 1935).
  - A. Nayyar (en), chanteur pakistanais (° 14 avril 1955).
  - Dick Oliver (en), journaliste américain (° 11 avril 1939).
  - Alfred Schmidt, footballeur et entraîneur allemand (° 5 septembre 1935).
  - Muhammad Surur (en) (محمد سرور), chef religieux syrien (° 1938).
  - Robert Vaughn, acteur américain (° 22 novembre 1932).
- 2017 :
  - Kirti Nidhi Bista, homme d'État népalais (° 15 janvier 1927).
  - Chiquito de la Calzada, humoriste, chanteur de flamenco et comédien espagnol (° 28 mai 1932).
  - Noël Favrelière, déserteur français (° 11 mai 1934).
  - Edward Herman, économiste américain (° 7 avril 1925).
  - Marcel Imsand, photographe suisse (° 15 septembre 1929).
  - Jean Peyrafitte, homme politique français (° 15 juin 1922).
  - Jeffrey T. Richelson, chercheur et écrivain américain (° 31 décembre 1949).
  - Valeri Rozov, BASE jumper soviétique puis russe (° 26 décembre 1964).
- 2018 :
  - Shakti Gawain, écrivaine américaine (° 30 septembre 1948).
  - Wayne Maunder, acteur canadien (° 19 décembre 1937).
  - Douglas Rain, acteur canadien (° 13 mai 1928).
- 2021 :
  - Per Aage Brandt, Graeme Edge, Jean Le Droff, Cristiana Lôbo, Bernard Morel, Dino Pedriali, Glen de Vries ;
  - Frederik de Klerk, dernier président sud-africain blanc issu de l'apartheid y ayant mis fin, prix Nobel de la paix 1993.
- 2022 : 
  - John Aniston, acteur américain (° 24 juillet 1933).
  - Claudius de Cap Blanc, sculpteur français (° 1er novembre 1953).
  - Jacques De Coster, homme politique belge (° 5 janvier 1945).
  - Arthur Engel, mathématicien allemand (° 12 janvier 1928).
  - Pierre Fournier, scénariste et dessinateur de bande dessinée canadien (° 8 décembre 1949).
  - Keith Levene, guitariste et compositeur britannique (° 18 juillet 1957).
  - Sven-Bertil Taube, chanteur et acteur suédois (° 24 novembre 1934).
- 2023 :
  - Francis Agbo, athlète de saut en hauteur français (° 15 janvier 1958).
  - Raphael Dwamena, footballeur international ghanéen (° 12 septembre 1995).
  - Michel Giroud, artiste performeur français (° 14 mars 1940).
  - D. J. Hayden, joueur de football U.S. américain (° 27 juin 1990).
  - Dimitrie Popescu, rameur d'aviron roumain (° 10 septembre 1961).
  - Kari Rahkamo, athlète de sauts et un homme politique finlandais (° 30 mai 1933).
  - Karel Schwarzenberg, homme politique tchèque (° 10 décembre 1937).
  - Masatoshi Wakabayashi, homme politique japonais (° 4 juillet 1934).
- 2024 :
  - Marco Angulo, footballeur international équatorien (° 8 mai 2002).
  - Frank Auerbach, peintre anglais (° 29 avril 1931).
  - Marie Benešová, avocate et femme politique tchèque (° 17 avril 1948).
  - Walter Dahn, artiste peintre, photographe et artiste sonore allemand (° 8 octobre 1954).
  - Christian Godard, auteur de bande dessinée français (° 24 mars 1932).
  - Jacques Labro, architecte français (° 7 mai 1935).
  - Papa Noël, chanteur et guitariste kino-congolais (° 25 décembre 1940).

## Célébrations voire traditions
- Commémoration de l'Armistice de 1918, en jour férié pour certains pays dont la Belgique ou la France, pour célébrer la fin de la Première Guerre mondiale sous différentes formes :
- aux Canada (dont le Québec francophone) et dans d'autres pays du Commonwealth, jour du Souvenir ;
- aux États-Unis Veterans Day ;
- en France, jour anniversaire de l'armistice de 1918 et de commémoration annuelle de la victoire et de la paix ou fête du 11 novembre ; en particulier depuis les décès des derniers « poilus » puis Compagnons de la Libération de 1 944 survivants, journée d'hommage à tous les morts pour la France[10] jusqu'aux plus contemporains en cours  lors des douze derniers mois sur différents fronts mondiaux (sahéliens, moyen-orientaux, etc.) parfois en tant que Casques bleus de l'ONU ou à leurs côtés (Memorial day à la française voire à la belge etc.).
- La journée internationale des célibataires
- Allemagne et États baltes voire scandinaves la veille : voir traditions ci-après in fine.
- Angola : fête nationale de l'indépendance vis-à-vis du Portugal post-révolution des œillets en 1975.
- Belgique : journée nationale des femmes[11].
- Carthagène (Colombie) : fête de l'indépendance de Carthagène[12]
- Chine : 光棍节 / guāng gùn jié, fête des célibataires ou "du double 11" (le "1" symbolisant le célibat, du fait de son unicité), deux semaines avant les catherinettes "occidentales" du 25 novembre et trois mois & trois jours avant la saint-Valentin ("occidentale" aussi) des amoureux, etc.
- Corée du Sud : pepero day.
- Japon : jour des Pocky.
- Lettonie : jour de Lāčplēsis.
- Maldives : jour de la République[13].
- Pologne : fête nationale commémorant son indépendance politique de 1918 lors de la chute des empires austro-hongrois et allemand après celui des tsars russes dès 1917[14] (voir Armistice ci-avant).
- Ajoie, canton du Jura, Suisse, Fête de la Saint-Martin

### Fêtes religieuses
- Christianisme : jour de fête de la saint-Martin ci-après. Une plaque signée du maréchal Foch rendant grâce à Dieu pour la victoire ci-avant du jour en 1918 est alors déposée près du tombeau du saint à Tours bien que saint Martin fût « européen » de naissance, en actuelle Hongrie, avant de devenir gallo-romain d' « adoption » et non pas « français », en son temps infra.

### Saints des Églises chrétiennes

#### Catholiques et orthodoxes
Saints du jour, :
- Bertuin († 698), évêque et abbé.
- Cynfran (Ve siècle), noble gallois.
- Jean l'Aumônier († 636), Patriarche d'Alexandrie, fêté le 23 janvier en Occident.
- Martin († 397), soldat romain puis ermite "vagabond", évêque, connu pour avoir tranché son manteau pour en donner la moitié à un pauvre, lorsqu'il était encore un soldat vers l'actuelle Amiens picarde ; saint patron des hôteliers.
- Menas († 303), martyr.
- Ménas († 580), Ermite.
- Stéphanide († 160), martyre.
- Théodore († 826), Higoumène du monastère du Stoudion.
- Véran († 449), évêque de Vence.
- Vincent († 304), Vincent de Saragosse, diacre martyr, date orientale - fêté le 22 janvier en Occident.

#### Saints et bienheureux des Églises catholiques
Saints et béatifiés du jour :
- Agnès († 1532), Agnès de Bavière, fille du duc de Bavière, élevée par les religieuses clarisses de Saint-Jacques (de) de Munich.
- Alice († 1939), Alice Kotowska, bienheureuse religieuse polonaise - martyre.
- Araldus († 1250), bienheureux, frère convers cistercien de l'abbaye d'Isenhagen en Allemagne.
- Barthélemy de Rossano († 1054 ou 1065), Grec de Calabre, disciple de saint Nil de Rossano, abbé de Grottaferrata près de Rome.
- Barthélémy (XIe siècle), Barthélemy de Tours, bienheureux, abbé de Marmoutier, puis évêque de Tours.
- Josaphat Chichkov († 1952), bienheureux prêtre bulgare martyr.
- Kamen Vitchev († 1952), bienheureux prêtre bulgare martyr.
- Marine de Nagasaki († 1634), Tertiaire dominicaine japonaise martyre.
- Pavel Djidjov († 1952), bienheureux prêtre bulgare martyr.
- Vincent Eugène Bossilkov († 1952), bienheureux évêque bulgare martyr.
- Vincenza Maria Poloni (†  1855), bienheureuse religieuse italienne.

#### Saints orthodoxes
Outre les saints œcuméniques voire pré-schismatiques ci-avant, aux dates éventuellement différentes dans les calendriers julien, orientaux :
- Etienne de Serbie († 1336), Prince serbe.
- Martyrios de Zélénets († 1603).
- Maxime († 1434), Maxime de Moscou, fol en Christ, vivant à Moscou à l'époque de la domination tatare.

### Prénoms
Bonne fête aux Martin et leurs nombreuses variantes par langues : Marten, Maarten, Martino ; sinon aux Martine ou Martina fêtées plutôt les 30 janvier.
- Aux Marine et ses variantes Marina, Marinella, Marinelle, Marinette, Marinne et Maryne.

Et aussi aux :
- Arneg et ses variantes autant bretonnes comme Arnec, etc.
- Franseza, et ses dérivés autant bretons : Fant, Fanta, Fantig, Fantou, Fant, Seza, Sezaig, Soaz, Soazig, Soez, Soezic, Soizic, Soizig, etc. (voir aussi 9 mars, 22 décembre ou Sainte François d'Amboise un peu plus tôt en automne).
- Ménas et ses variantes : Menne, Mennie, etc.
- Véran et ses variantes féminines : Vérane, Véranne, Verenaet Véréna.

## Traditions voire superstitions
- Allemagne ou États baltes voire scandinaves la veille : plusieurs « carnavals » d'automne démarrent officiellement le 11 novembre à 11 h 11 à l'occasion du début de la saison froide voire de l'année, début à fin « novembre », dans les anciens calendriers « païens » germano-balto-scandinaves (puis avec la chrétienne sankt-Ma(a)rten et ses dictons de débuts de la fin d'éventuels étés indiens), parmi lesquels :Bateleur montreur d'ours sur une miniature de 1125
  - un carnaval de Cologne,
  - un carnaval de Düsseldorf,
  - ou un carnaval de Mayence,

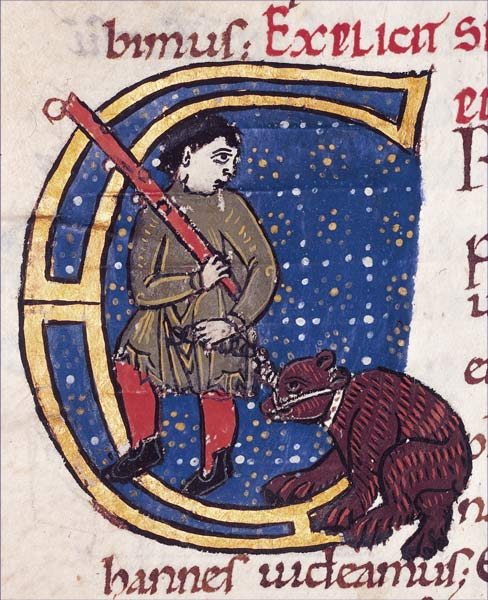
Bateleur montreur d'ours sur une miniature de 1125

  - comme aussi une « chandeleur » de début ou mi-automne, après les cendres (aussi « agricoles ») des 2 novembre environ, avant celles des lendemains de mardis-gras,
  - jusqu'aux mardis-gras suivants entre débuts février voire mars, via les saint-Nicolas des 6 décembre et autres épiphanies ou « Noëls » de l'ancien calendrier julien dès les alentours des 6 janvier.
- Chine : fête du double un des célibataires ci-avant.
- Fêtes liées à l'ours, animal hivernant et jadis répandu dans maintes cultures au moins européennes médiévales voire antiques de l'hémisphère nord terrestre[17], parfois surnommé Martin dans contes et littératures traditionnelles.

### Dictons du jour
- « À la saint-Martin, bois le vin et laisse l'eau aller au moulin. »[18]
- « À la saint-Martin, jeune ou vieux, bois le vin. »[19]
- « À la saint-Martin, la neige est en chemin. Si elle n'y est pas le soir, elle y est le matin. Pour la Sainte-Catherine (25 novembre), elle est à la courtine. »[19]
- « À la saint-Martin, l'hiver est en chemin, manchons aux bras et gants aux mains. »[20]
- « Bel été de saint-Martin présage un hiver certain. »[19]
- « L'été de la saint-Martin dure trois jours et un brin. »[19]
- « Pour la saint-Michel [29 septembre], la neige est au ciel ; pour la saint-Luc [18 octobre], elle est au suc ; pour la Toussaint, elle descend ; pour la saint-Martin, elle est en chemin ; pour la saint-André [30 novembre], elle est sous le pied. »[19]
- « Pour saint-Martin mène la chèvre au bouquin. »[19]
- « Si le brouillard entoure la saint-Martin, l'hiver passe tout bénin. »[19]
- « Si les feuilles de la vigne ne tombent pas avant la saint-Martin, l'hiver sera froid. »[21]
- « Si le vent du sud souffle pour la saint-Martin, l'hiver ne sera pas coquin. »[22]
- « Si l'hiver va droit son chemin, il commence à la saint-Martin. S'il retardait un seul instant, vous l'aurez à la saint-Clément [23 novembre]. S'il trouve quelque encombrée, vous l'aurez à la saint-André [30 novembre]. Mais s'il allait ce ne say, ne l'ay, vous l'auriez en avril ou en mai. »[19]
- « Tue ton cochon à la saint-Martin et invite ton voisin. »[19]

### Astrologie
- Signe du Zodiaque : 20e jour du Scorpion.

## Toponymie
De nombreuses voies, places, ainsi que des sites et édifices portent le nom de cette date en langue française et figurent dans la page d'homonymie Onze-Novembre  sous différentes graphies possibles.